# 紫外线指数
紫外线指数（英語：Ultra-violet Index）指的是在某一天某个地点受到太阳紫外线（UV）辐射强度的国际计量标准。这种级数主要用于日常预报中且针对对象是一般大众。
它的目的是用来保护人们免受紫外线的伤害。皮肤过量暴露在紫外线中会导致晒伤，眼睛伤害例如白内障，肌肤老化增加皱纹和皮肤癌。公共卫生组织建议人们在紫外线指数大于或等于3级时要采取措施保护自己（例如，可以在皮肤上涂抹防晒霜和戴帽子），具体措施详见下表。

## 具体描述
这个指数级别是无上限的，数值越大代表皮肤暴露在紫外线中的风险越大。指数为0在理论上存在，但事实上不大可能存在，在南半球指数大于11是很常见的，那里的臭氧层已衰竭。曾经在夏威夷的冒納羅亞火山錄得超過20的數值。在华南地区，夏季晴朗天气时，紫外线指数通常超过10，而在多云及雨天则指数会降低。  这数值是直接与紫外线辐射到达地球表面的数量相关，计算公式是：J/m2.
天气预报中发布的紫外线指数是指那一天中当太阳处于天空中最高点时实际紫外线辐射的强度，通常这发生在太阳正午的前后四个小时中。指数预测是由一个计算机模型算出的，它计算海拔和恶劣天气及云层的影响，其中云层会增加或减少紫外线辐射到达地球表面的数量。这个计算是通过换算成人类皮肤最敏感的紫外线波长得来的。提供易于理解的日常紫外线浓度预报是紫外线指数的主要目的。
除了预测用途外，紫外线指数还被用来记录一天或一年中多次观察到的实际紫外线辐射。在这种情况下指数表示的是紫外线强度的简单数学转换（2），因此不能够直接与天气预报中的紫外线指数进行比较。

## 历史
在1992年，加拿大环境部的三位科学家发明了紫外线指数，而这也使得加拿大成为世上第一个发布隔日日常紫外线强度的国家。许多国家使用这套制度但采用了自己的紫外线指数，其中美国在1994年开始使用。时至今日，每个国家计算与记录紫外线指数的方法都不相同。现在，一个由世界卫生组织（WHO）定义的国际紫外线指数已经代替了原先不相容的方法。国际紫外线指数不但具体定义了统一的计算方法而且规范了媒体中使用的颜色和图表。在美国，WHO指数在2004年代替了原先的美国指数。在2005年，美国和 澳大利亚发布了紫外线警报。在发布警报之前两个国家分别有不同的紫外线浓度要求基准线，目的是为了提升对暴露在浓密紫外线辐射的阳光中危险的关注度?

## 如何使用指数
世界卫生组织针对日常预报紫外线指数不同数值的建议防护措施：
| 紫外线指数 | 具体描述                           | 媒体使用的图表颜色 | 建议的防护措施 |
| 0–2        | 对于一般人无危险                   | 绿色               | 佩戴太阳镜；如果地面有雪应使用防晒霜，因为雪会反射紫外线辐射，或者你有特别白皙的皮肤也要使用。                                                                          |
| 3–5        | 无保护暴露于阳光中有较轻伤害的风险 | 黄色               | 使用太阳镜和防晒霜，穿戴衣帽以保护皮肤并在中午阳光强烈时寻找遮蔽处 |
| 6–7        | 无保护暴露于阳光中有很大伤害的风险 | 橙色               | 佩戴太阳镜使用SPF大等于15的防晒霜，使用防晒服裝和太阳帽保护皮肤，并且从太阳正午前两小时到之后三小时（在夏天遵守夏令时的地区即从 10:00 AM 到 4:00 PM）减少暴露在阳光中。 |
| 8–10       | 暴露于阳光中有极高风险             | 红色               | 与以上防护方法相同但要特别注意保护 — 暴露的皮肤会快速灼伤。 |
| 11+        | 暴露于阳光中极其危险               | 紫色               | 采取所有的保护措施包括佩戴太阳镜使用防晒霜，用长袖宽松衬衫和裤子保护皮肤，穿戴宽檐帽子，从太阳正午前两小时到之后三小时间躲避阳光。                                      |

1. 中华民国行政院环境保护署自民国87年（1998年）7月开始预报隔日紫外线指数，分级标准与世界卫生组织相同，但使用了特别的级别描述和防护措施建议。

| 紫外线指数 | 曝晒级数 | 晒伤时间 | 建议的防护措施                                                          |
| 0–2        | 低量级   |          |                                                                         |
| 3–5        | 中量级   |          |                                                                         |
| 6–7        | 高量级   | 30分钟内 | 帽子/阳伞+防晒液+太阳眼镜+尽量待在阴凉处.                               |
| 8–10       | 过量级   | 20分钟内 | 帽子/阳伞+防晒液+太阳眼镜+阴凉处+长袖衣物+上午十时至下午二时最好不外出. |
| 11+        | 危险级   | 15分钟内 | 帽子/阳伞+防晒液+太阳眼镜+阴凉处+长袖衣物+上午十时至下午二时最好不外出. |

1. 自1999年开始提供紫外线指数预报服务，所使用的版本基本与世界卫生组织相同。

| 紫外线指数 | 曝晒级数 | 媒体使用的图表颜色 | 建议的防护措施                                                                                                 |
| 0–2        | 低       | 绿色               | 不需要任何防护保护                                                                                             |
| 3–5        | 中       | 黄色               | 在太阳正午时应躲避于遮蔽处，穿长袖衣服，戴宽沿帽及能阻挡紫外线的太阳镜和涂抹防晒霜                             |
| 6–7        | 高       | 橙色               | 在太阳正午时应躲避于遮蔽处，穿长袖衣服，戴宽沿帽及能阻挡紫外线的太阳镜和涂抹防晒霜                             |
| 8–10       | 甚高     | 红紫色             | 在太阳正午时应尽量避免在户外暴晒并躲避于遮蔽处，绝对需要穿长袖衣服，戴宽沿帽及能阻挡紫外线的太阳镜和涂抹防晒霜 |
| 11+        | 极高     | 紫色               | 在太阳正午时应尽量避免在户外暴晒并躲避于遮蔽处，绝对需要穿长袖衣服，戴宽沿帽及能阻挡紫外线的太阳镜和涂抹防晒霜 |

1. 中华人民共和国中央气象台提供紫外线指数预报服务，分级标准与世界卫生组织略微不同，使用了特别的级别描述，定义和防护措施建议。

| 紫外线指数 | 曝晒级数 | 含义 | 建议的防护措施                                                                     |
| 0–2        | 一级     | 最弱 | 属弱紫外线辐射天气，无需特别防护。若长期在户外，建议涂擦SPF在8-12之间的防晒护肤品  |
| 3–4        | 二级     | 弱   | 紫外线强度较弱，建议出门前涂擦SPF在12-15之间、PA+的防晒护肤品                      |
| 5–6        | 三级     | 中等 | 属中等强度紫外线辐射天气，外出时建议涂擦SPF高于15、PA+的防晒护肤品，戴帽子、太阳镜 |
| 7–9        | 四级     | 强   | 紫外线辐射强，建议涂擦SPF20左右、PA++的防晒护肤品。避免在10点至14点暴露于日光下    |
| 10+        | 五级     | 很强 | 紫外线辐射极强，建议涂擦SPF20以上、PA+++的防晒护肤品，尽量避免暴露于日光下         |

1. 澳门地球物理暨气象局提供紫外线指数预报服务，所使用的版本基本与国际卫生组织相同，但使用特别的级别描述和防护措施建议。

| 紫外线指数 | 曝晒级数 | 晒伤时间(分钟) | 建议的防护措施                                                               |
| 0–2        | 低       | －             | －                                                                           |
| 3–5        | 中       | 45             | 穿上长袖衣服，使用太阳帽及太阳眼镜                                           |
| 6–7        | 高       | 30             | 穿上长袖衣服，使用太阳帽及太阳眼镜                                           |
| 8–10       | 甚高     | 15             | 穿上长袖衣服，使用太阳帽及太阳眼镜，在上午十时至下午四时期间应避免在室外逗留 |
| 11+        | 极高     | 10             | 穿上长袖衣服，使用太阳帽及太阳眼镜，在上午十时至下午四时期间应避免在室外逗留 |

### 注意
1. 到达地球表面的紫外线辐射强度依天空中太阳角度高低不同有会有极大的变化。太阳会在太阳正午时达到中天，但並不对应于时钟的 12:00，这是因为太阳时间和一个给定时区的本地时间之间有差别。
2. 拥有苍白色至淡褐色皮肤的成年人、儿童或由于健康原因对阳光敏感之人士需要采取特别防护。
3. 随着海拔高度增加，大气会变得较为稀薄，对紫外线的吸收也会随之减少。海拔高度每上升1000米，紫外线强度会增加百分之十二。另外，人体吸收到的紫外线亦和地表的反照率有关。如果身处海滩，要注意两点。第一：沙会反射部分紫外线；第二：就算在水下50公分，紫外线强度仍然是水面强度的百分之四十。
4. 暴露在阳光中的伤害是在人的一生中不断累积的。人们通常在26岁之前接受一生中的大部分阳光辐射，此时已经造成对皮肤的损害在老年诱发皮肤癌，但仍可以使用防晒霜降低皮肤癌的发生机率。研究显示皮肤癌通常在50或60年龄層出现，但近年来有30岁左右的女性出现皮肤癌的状况。累积的暴露危险分别损害表皮（外层皮肤）和真皮（皮肤组织结构中较深层的皮肤），真皮层的损坏会改变结构成分，导致弹性纤维粗大并增多，胶原蛋白损害并退化，网状纤维会沿真皮层而不是沿表皮與真皮连接处分布。[5][6][7][8]